# Battaglia di Léogane
La battaglia di Léogane fu un episodio della rivoluzione haitiana.

## Preludio
La città di Léogâne si trovava sotto l'occupazione britannica, ma questi ultimi si erano attirati le ostilità della maggior parte degli hommes de couleur che protestavano contro la dominazione dei coloni bianchi. Si decisero così ad inviare una missiva al generale repubblicano Rigaud nella quale gli si chiedeva di attaccare la città, promettendo appoggio contro gli inglesi al suo arrivo.
Gli emissari incontrarono i repubblicani a Petit-Goâve dove vennero ricevuti da Pinchinat, che si trovava degente per malattia. Rigaud, informato a sua volta, fece portare il generale Beauvais a Jacmel. Questi inviò a Grand-Goâve 1000 uomini della legione dell'ovest, composta da fanteria, cavalleria ed artiglieria. Per parte sua, Rigaud riassemblò le sue forze a Les Cayes e raccolse i nomi dei volontari, mettendosi poi in marcia con le sue truppe che avevano ora raggiunto il numero di 2000 persone, coi membri della guardia nazionale francese ed i soldati della légion de l'Égalité du Sud. Lungo il loro cammino, i repubblicani occuparono Saint-Louis e Aquin che si arresero quasi senza combattere. Ottennero poi Grand-Goâve dove si unirono agli uomini della légion de l'Ouest.
I repubblicani marciarono dunque su Léogâne, ma nella piana attorno alla città vennero raggiunti da degli emissari della città che riportarono a Rigaud il fatto che gli inglesi avevano scoperto la cospirazione in atto e che la maggioranza dei repubblicani era stata arrestata.

## La battaglia
Rigaud decise comunque di proseguire con l'attacco. Il secondo battaglione della légion de l'égalité du Sud comandato dal tenente colonnello Faubert lanciò il primo assalto. I repubblicani seppero rispondere vivamente al fuoco nemico che si scagliò su di loro, ma la cavalleria comandata dal capo squadrone Marc Borneau non riuscì a fare breccia nella fanteria nemica tanto che la légion de l'Ouest venne costretta a duri combattimenti che comunque si risolsero nel giro di un'ora in quanto i repubblicani si diedero a scalare le mura della città. Per parte sua Pétion fece bombardare il forte Lapointe (o forte Ça-Ira per i rivoluzionari, dal nome della nota canzone cantata a parigi) con la sua artiglieria. Il forte, malgrado i rinforzi, cedette e venne catturato poi dai repubblicani che rivolsero i cannoni verso le navi britanniche nel porto.

## I prigionieri
Gli anglo-realisti vennero costretti alla resa nel giro di poco, ed in particolare il battaglione tedesco del reggimento Berwick, venne catturato integro.
I prigionieri realisti vennero giudicati da una commissione militare e condannati tutti a morte. Le donne di colore si presentarono dunque al generale Rigaud, supplicandolo di risparmiare i prigionieri, ma Rigaud non le volle nemmeno ascoltare. Fu particolarmente rigoroso con i prigionieri neri e mulatti che avevano combattuto al fianco degli inglesi, come rappresaglia per gli schiavisti.
I prigionieri britannici europei vennero invece trattati con ogni riguardo. Essi vennero condotti a Les Cayes, cosa rara per l'epoca secondo lo storico Thomas Madiou. Una volta giunti a Cayes, però, due prigionieri vennero fucilati: l'ufficiale realista bianco Thiballier ed il parroco di Léogane.